# MisterWives
MisterWives je americká indie-popová skupina působící v New Yorku. Skupina má šest členů: hlavní zpěvačka Mandy Lee (Amanda Lee Duffy), perkusionista Etienne Bowler, baskytarista William Hehir, kytarista Marc Campbell, multiinstrumentalista Jeese Blum a saxofonista Mike Murphy.
MisterWives předskakovali skupinám jako Panic! at the Disco, Twenty One Pilots, Half Moon Run, Bleachers, Walk the Moon, Foster the People, Paramore nebo American Authors. Momentálně[kdy?] mají podepsanou nahrávací smlouvu s Photo Finish Records. Jejich debutové album Our Own House vyšlo v lednu 2015.

## Historie
Skupina byla založena ke konci roku 2012, kdy se zpěvačka Mandy Lee spojila s muzikanty Etiennem Bowlerem a Williamem Hehirem. Později se k nim připojili i další členové (kromě saxofonisty Mike Murphyho), první koncert odehráli 1. února 2013 v Canal Room v New Yorku. Den poté skupina podepsala smlouvu s Photo Finish Records. Zbytek roku koncertovali a začali pracovat na prvním albu.
Jejich první EP Reflections vyšlo 7. ledna 2014 a obsahovalo 6 skladeb. Setkalo se s nadšenými recenzemi a prodalo přes 20 000 kopií.
Debutové album Our Own House vyšlo 24. února 2015. Zahráli také například na Boston Calling Music Festival, stejně jako na festivalech Lollapaloza, Outside Lands, Hangout Fest, LouFest nebo Austin City Limits.
Jejich zatím poslední album Connect the Dots vyšlo 19. května 2017. Následovalo vydání singlů „Oh Love“ a „Drummer Boy“.

## Diskografie

### Studiová alba
- Reflections EP (2014)
- Our Own House (2015)
- Connect the Dots (2017)